# Fonds de concours
Les fonds de concours sont, en finances publiques, des fonds du budget général qui dérogent au principe d'universalité budgétaire. 

## Concept
Les fonds de concours sont prévus par les lois de finances françaises. Il s'agit d'un concept de finances publiques et du droit des finances publiques. Les fonds de concours sont des recettes non fiscales. La loi organique de 2001 prévoit les fonds de concours à son article 17. Ils se définissent comme des fonds versés par des personnes physiques ou morales, de droit public ou privé, afin de contribuer à des dépenses d'intérêt public. Les versements à la France de budgets de l'Union européenne ou de collectivités territoriales en font partie.
La spécificité des fonds de concours est qu'ils dérogent au principe d'universalité budgétaire. Ce dernier dispose que toutes les recettes de l’État servent à financer toutes les dépenses ; en d'autres termes, il est impossible de retracer une dépense publique à partir de l'origine de la recette qui l'a permise. Les fonds de concours dérogent à ce principe, car ils sont récoltés spécifiquement de manière à financer une dépense spécifique (par exemple pour le financement d'infrastructures nationales, de projets de recherche, d'actions de sécurité ou d'interventions humanitaires). 
Les fonds de concours sont aussi le fait de dons et de legs consentis par des particuliers au profit de l’État. La procédure du fonds de concours leur permet d'être assuré que leurs dons seront bien utilisés conformément à leur volonté.
Les fonds de concours par assimilation sont des fonds de concours utilisés dans deux cas particuliers. Le premier est la rémunération de services rendus par un ministère pour une prestation de services. Si un agent privé a bénéficié d'une escorte de convois exceptionnels, ou de mise à disposition d'agents publics, alors la rémunération va à ce fonds de concours. Le deuxième type de fonds de concours par assimilation est dédié au produit des recettes à caractère non fiscal : remboursements par les collectivités territoriales des frais d'assiette et de recouvrement des impôts locaux, qui sont réaffectés aux dépenses des services fiscaux et comptables de l’État.

## Histoire
Les fonds de concours sont légalement créés par la loi du 6 juin 1843. Les concours financiers sont alors le fait de personnes privées à l’État. 
Sous la Cinquième République, l'ordonnance du 2 janvier 1959 (voir Ordonnances sous la présidence de Charles de Gaulle) a codifié les lois de finances et les fonds de concours. Son article 19 disposait que « les procédures particulières permettant d'assurer une affectation au sein du budget général ou d'un budget annexe sont la procédure de fonds de concours et la procédure de rétablissement de crédits ». 
Les fonds de concours font toutefois l'objet de débats juridiques depuis de nombreuses années car des juristes, spécialistes en droit des finances publiques, considèrent  qu'ils contreviennent  au principe d'universalité des finances publiques.  
L'utilisation des fonds de concours est notamment critiquée en 2000 par une commission parlementaire du Sénat en ce qu'il permettait de sortir plusieurs crédits de fonds de concours de la loi annuelle de finances, pour une somme d'environ 41 milliards de francs en 1999. 